# 張鑑 (嘉慶貢生)
張鑑（1768年—1850年），字春冶，號秋水，浙江烏程（今吳興）人，清朝历史学家。

## 生平
嘉慶甲子（1804年）副榜貢生，授武義縣（今浙江金華市）教諭。其家貧寒，以賣畫自給。張鑑博覽群書，自地理、樂律、音韻、六書、金石、史學乃至經濟、水利，無不通晓；又工於詩文，尤精考据之学。浙江巡抚阮元聘張鑑與同鄉楊鳳苞、施國祁讲学于杭州孤山诂经精舍，并任其幕僚，時方議海運，鑑力主之。並佐修《鹽法志》、《經籍籑詁》。卒於宣宗道光三十年。

## 著作
著有《西夏紀事本末》三十六卷、《冬青馆甲集》六卷、《乙集》八卷、《画媵诗》三卷等。

## 传记
《清史稿》列傳二百七十三有傳。